# Aleksander Knavs
Aleksander Knavs (Maribor, 5 de dezembro de 1975) é um ex-futebolista profissional esloveno, que atuava como defensor.

## Carreira
Aleksander Knavs se profissionalizou no NK Olimpija.

## Seleção
Aleksander Knavs representou a Seleção Eslovena de Futebol na Copa do Mundo de 2002, na Coreia do Sul e Japão.

## Títulos

### Olimpija
- Slovenian Championship: 1993–94, 1994–95
- Slovenian Cup: 1995–96

### Tirol Innsbruck
- Bundesliga: 1999–00, 2000–01

### Kaiserslautern
- DFB-Pokal: Vice 2002–03